# Cremastus dalmatinus
Cremastus dalmatinus är en stekelart som beskrevs av Gabriel Strobl 1904. Cremastus dalmatinus ingår i släktet Cremastus och familjen brokparasitsteklar. Inga underarter finns listade i Catalogue of Life.